# Pagbilao
Pagbilao ist eine philippinische Stadtgemeinde in der Provinz Quezon, in der Verwaltungsregion IV, Calabarzon. Sie hat 75.023 Einwohner (Zensus 1. August 2015), die in 27 Barangays lebten. Sie wird als Gemeinde der ersten Einkommensklasse auf den Philippinen eingestuft.
Das Gemeindegebiet von Pagbilao umschließt die Küste der Bucht von Pagbilao und liegt im Norden der Bucht von Tayabas. In der Bucht liegen ausgedehnte Mangrovenwälder. Der größte Fluss der Gemeinde ist der Palsabangon River. Ihre Nachbargemeinden sind Atimonan im Nordosten, Padre Burgos im Südosten, Lucena City im Westen und Tayabas City im Nordosten. Die Topographie der Stadt ist gekennzeichnet durch Flachländer, sanfthügelige und gebirgige Landschaften. Teile des Quezon-Nationalparks und des Binahaan River Watershed Forest Reserve liegen auf dem Gebiet der Gemeinde.
Pagbilao wird über den Maharlika Highway und durch die Eisenbahn mit der Bicol-Region und der Hauptstadtregion Metro Manila verbunden. Die täglichen Eisenbahnverbindung wird von der Philippine National Railways betrieben und der Haltepunkt befindet sich im Barangay Malicboy.

## Baranggays
| - Alupaye - Añato - Antipolo - Bantigue - Bigo - Binahaan - Bukal - Ibabang Bagumbungan - Ibabang Palsabangon - Ibabang Polo - Ikirin - Ilayang Bagumbungan - Ilayang Palsabangon - Ilayang Polo | - Kanlurang Malicboy - Mapagong - Mayhay - Pinagbayanan - Barangay 1 Castillo (Pob.) - Barangay 2 Daungan (Pob.) - Barangay 3 Del Carmen (Pob.) - Barangay 4 Parang (Pob.) - Barangay 5 Santa Catalina (Pob.) - Barangay 6 Tambak (Pob.) - Silangang Malicboy - Talipan - Tukalan |